# 熊本城ホール
熊本城ホール（くまもとじょうホール）は、熊本県熊本市中央区桜町の再開発施設「SAKURA MACHI Kumamoto」内にある公益施設である。

## 施設設置の経緯
2012年（平成24年）に『熊本市コンベンション基本構想』がまとめられ、この中では、桜町地区と熊本駅周辺を比較検討の結果、新しいMICE施設（熊本城ホール）を桜町地区に設ける方針が掲げられた。その選定理由として、「空港や駅の交通アクセスに優れ、熊本城にも近く、宿泊施設や商業施設、美術館などの文化施設も充実している。」とした上で、熊本市民会館や熊本市国際交流会館の連携ができるとしている。それに加え、「桜町地区に設置することは、その（利便性・集約性の）効果が、同（桜町）地区だけに留まらず、熊本城や桜の馬場からシンボルプロムナードを軸に」とした上で「桜町地区の再開発事業全体に及ぶもので、（熊本市の）中心市街地の再デザインの起爆剤としての効果も期待できる。」と説明している。
その後、2012年（平成24年）11月27日に『桜町・花畑地区における賑わいと潤いの都市空間の新たな方向性』が発表され、この中で、桜町地区について「人、モノ、情報の交流拠点となるランドマーク施設の整備」を掲げていることから、この公共施設の整備をこのMICE施設（熊本城ホール）に集中させることが明らかにされた。
それを受けて、2013年（平成25年）8月に『桜町再開発事業における新たな集客施設整備検討委員会』が設けられ、MICE施設（熊本城ホール）についていろんな意見を聞き、2013年（平成25年）11月29日に委員会の答申が出された。その後、2014年（平成26年）6月に『熊本市MICE施設基本計画』が策定された。2014年（平成26年）10月には秋のイベント「大にぎわい市」において、MICE施設基本計画に関するオープンハウスにおいて、パネル展示を行い、アンケートも行った。
その後、2014年（平成26年）12月から2015年3月（平成27年）まで、新しく熊本市長に就いた大西一史の指示を受け『施設整備事業に関する精査・再検討』を行い、その間、2015年1月25日に『ウェルパルくまもと』で『MICE施設整備事業の精査・再検討に関する市民意見交換会』が行われ、熊本市側から説明が行われたうえで、施設の名称を「熊本城ホール」にしたいという意向もこの場で示された。2015年3月に『精査・再検討報告書』がまとめられ、公表された。
2015年（平成27年）9月には『（仮称）熊本城ホールの運営に関する懇話会』が計3回にわたって行われ、その意見も踏まえて、2016年（平成28年）3月に『（仮称）熊本城ホール運営戦略検討報告書』がまとめられた。しかし、2016年（平成28年）4月に熊本地震が発生したことを受け、熊本城ホールを含む、桜町の再開発施設の「防災・減災機能の検証及び検討」が行われた。2016年（平成28年）12月には熊本市議会の第四回定例会において『財産の取得について（熊本都市計画桜町地区第一種市街地再開発事業に係る保留床）』の議案が提出、議決を受け、熊本城ホールをおよそ283億円で買い取る契約を結んだ。
2017年（平成29年）6月から7月の間には2017年第三回熊本市議会の施設設置の条例の提出へ向けて『「（仮称）熊本城ホール」に関するアンケート』を行い、その後、2017年8月には『「（仮称）熊本城ホール」に関するアンケート調査報告書』がまとめられ、その中で、「桜町地区に新たにできる施設の名称を「熊本城ホール」とすることについて、どう思われますか。」という問いに75.1%が「良いと思う」と回答したことにより、正式に熊本城ホールという名称にするという方針が固まり、2017年第三回熊本市議会に熊本城ホール条例の制定議案が提出され、議決され、正式に『熊本城ホール』という名称にすることが決まった。
ホールは2019年9月に竣工し、展示ホールのこけら落としである10月13日にMAN WITH A MISSIONがライブを行い、メインホールのこけら落としは山下達郎が12月1日にライブを行った。

## 参考資料
- 熊本市コンベンションシティ基本構想
- 桜町・花畑地区における賑わいと潤いの都市空間の新たな方向性について
- 熊本市MICE施設整備基本計画
- 熊本市MICE施設整備基本計画要約版
- MICE施設整備事業の精査・再検討に関する報告書